# Deutsche Eishockey-Meisterschaft 1944
Die Deutsche Eishockey-Meisterschaft 1944 war die 28. Austragung dieser Titelkämpfe.
Zugleich bildete sie die 5. und letzte Deutsche Kriegsmeisterschaft.
Bei Kriegsmeisterschaften durften die Vereine sogenannte Kriegsspielgemeinschaften (KSG) eingehen. In der hier betrachteten Meisterschaft bildeten der Berliner Schlittschuhclub und der SC Brandenburg Berlin eine solche Spielgemeinschaft (KSG Berlin).

## Vorrunde

### Gruppe A
Anstelle des zurückziehenden SC Riessersee nahm der ESV Füssen teil.
| 4. Januar 1944 | KSG Berlin | 5:1 1:1, 2:0, 2:0 Spielbericht | Wiener EG | Kunsteisbahn Engelmann, Wien |

| 5. Februar 1944 | KSG Berlin | 3:1 1:1, 0:0, 2:0 Spielbericht | ESV Füssen | Berlin |

|  | KSG Berlin | 7:4 0 | Klagenfurter AC |  |

Es wurden nur die Spiele mit Beteiligung der KSG Berlin ausgetragen, die danach als Gruppensieger feststand. Die restlichen Spiele sollten in Klagenfurt ausgetragen werden. Wien und Füssen sagten die Teilnahme dazu wegen Aufstellungsschwierigkeiten ab. Die Tabelle wurde anhand der bestehenden Tordifferenzen aus den Spielen gegen Berlin ermittelt, womit Füssen das Spiel um Platz 3 der Meisterschaft erreichte.

### Gruppe B
| 8. Januar 1944 | LTTC Rot-Weiß Berlin Schibukat (3) | 3:0 2:0, 0:0, 1:0 | NSTG Prag | Eisstadion Friedrichshain, Berlin |

| 9. Januar 1944 | LTTC Rot-Weiß Berlin Schibukat (2) | 2:2 2:0, 0:1, 0:1 | Düsseldorfer EG ? | Eisstadion Friedrichshain, Berlin |

|  | LTTC Rot-Weiß Berlin | 9:1 0 | EV Königsberg |  |

| 15./16. Januar 1994 (geplant) | Düsseldorfer EG | 5:0 Wertung | NSTG Prag | Düsseldorf |

| 22. Januar 1944 | Düsseldorfer EG | 8:2 3:1, 1:1, 4:0 | EV Königsberg |  |

|  | EV Königsberg | 1:0 0 | NSTG Prag |  |

|    | Klub                 | Sp | S | U | N | Tore  | Punkte |
| -- | -------------------- | -- | - | - | - | ----- | ------ |
| 1. | LTTC Rot-Weiß Berlin | 3  | 2 | 1 | 0 | 14:03 | 5:1    |
| 1. | Düsseldorfer EG      | 3  | 2 | 1 | 0 | 15:04 | 5:1    |
| 3. | EV Königsberg        | 3  | 1 | 0 | 2 | 04:17 | 2:4    |
| 4. | NSTG Prag            | 3  | 0 | 0 | 3 | 00:09 | 0:6    |

Abkürzungen: Sp = Spiele, S = Siege, U = Unentschieden, N = Niederlagen
Das Entscheidungsspiel um den Gruppensieg wurde im Eisstadion Berlin-Friedrichshain ausgetragen.
|  | LTTC Rot-Weiß Berlin | 2:1 | Düsseldorfer EG | Eisstadion Friedrichshain, Berlin |

## Spiel um Platz 3
Das "kleine Finale" wurde in Köln ausgetragen. Es war das letzte wettkampfmäßige Eishockeyspiel in Deutschland vor Ende des Zweiten Weltkrieges.
| 11. oder 12. März 1944 | Düsseldorfer EG | 5:1 | ESV Füssen | Köln |

## Endspiel
Das Endspiel wurde am 27. Februar 1944 im Eisstadion Berlin-Friedrichshain ausgetragen.
| 27. Februar 1944 | KSG Berlin 1:0 Schwinghammer 2:0 F. Demmer 3:1 W. Freistritzer 4:3 Freistritzer | 4:3 2:0, 1:1, 1:2 | LTTC Rot-Weiß Berlin 2:1 O. Nowak 3:2 Winger 3:3 O. Nowak | Eisstadion Friedrichshain, Berlin |

### Mannschaftsaufstellungen
KSG Berliner Schlittschuhclub / SC Brandenburg Berlin: Max Rohde – Franz Schwinghammer, Dicker – Walter Feistritzer, Fritz Demmer, Rödiger, Gerhard Cissewski, Otto Hellmann, Werner George, Fabian von Massenbach, Gustav Jaenecke

LTTC Rot-Weiß Berlin: Alfred Hoffmann – Hoffmann, Paul Trautmann – Hintermaier, Wehling, Oskar Nowak – Schwarz, Winger, Heinz Henschel – Judith